# Brunettia aliceae
Brunettia aliceae és una espècie d'insecte dípter pertanyent a la família dels psicòdids que es troba a Nova Caledònia.